# Malaysia Peninsulare
La Malaysia Peninsulare, o Malaysia Occidentale, è una parte della Malaysia che comprende la penisola malese e le isole circostanti, nel sud-est dell'Asia.

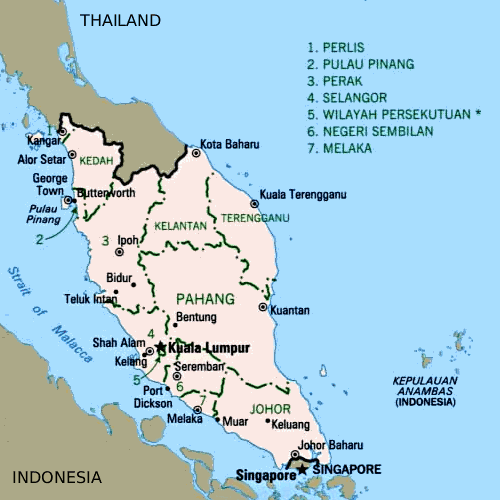
Malaysia Peninsulare

## Geografia
La superficie totale di questa regione è di 132 265 chilometri quadrati. La regione condivide un confine con la Thailandia a nord, mentre è sud confina con Singapore.
Ad ovest di essa si trova lo stretto di Malacca, che separa la Malaysia dall'Indonesia, mentre a est la regione è bagnata dal Mar Cinese Meridionale.

## Popolazione
Al 2012 la popolazione della Malaysia Peninsulare è di circa 23,5 milioni di abitanti.

## Singapore
Singapore ha fatto parte del territorio della Malaysia Peninsulare fino al 1965.

## Stati e territori
La Malaysia Occidentale consiste di 11 Stati e due territori federali:
- Perlis
- Kedah
- Penang
- Perak
- Kelantan
- Terengganu
- Pahang
- Selangor
- Territorio federale di Kuala Lumpur
- Putrajaya
- Negeri Sembilan
- Malacca
- Johor

## Città maggiori
Tra le città maggiori della penisola troviamo Kuala Lumpur, Ipoh, Johor Bahru, Kelang, Petaling Jaya, Kota Bharu, Kuala Terengganu e George Town.